# Emanuel Labhardt

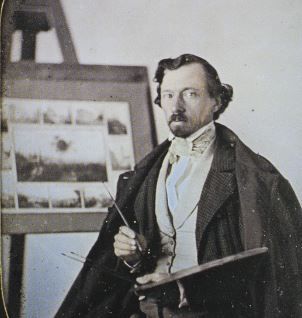
Emanuel Labhardt

Emanuel Labhardt (* 11. März 1810 in Steckborn; † 10. Juni 1874 in Feuerthalen) war ein Schweizer Landschaftsmaler, Graphiker und Lithograf.

## Leben und Wirken
Labhardt wuchs in Steckborn auf. Ab 1827 absolvierte er eine vierjährige Ausbildung zum Zeichner, Maler, Radierer und Lithograf im Atelier von Johann Heinrich Bleuler in Feuerthalen. In den darauf folgenden Jahren unternahm Labhardt Studienreisen an den Bodensee und die Innerschweiz und bereiste mehrere europäische Länder.
1837 gründete er eine lithografische Anstalt in Feuerthalen. Labhardt beherrschte verschiedene Mal- und Drucktechniken, so sind aus seinem Schaffen Zeichnungen, Aquarelle, Gouachen, Ölgemälde aber auch Kupferradierungen, Aquatinten und Lithografien bekannt. Er verstarb nach kurzer schwerer Krankheit am 10. Juni 1874.

## Literatur

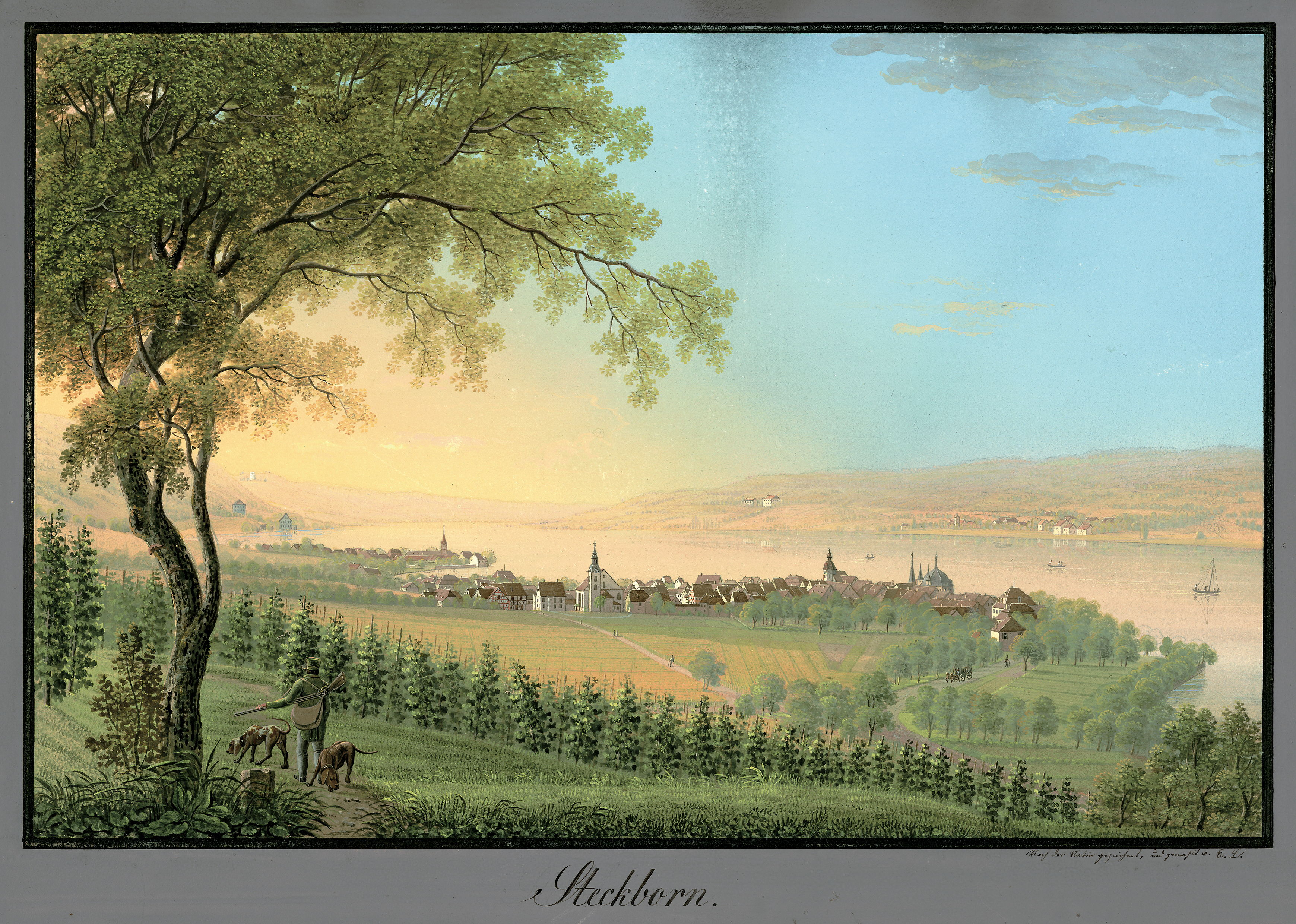
Gouache Blick von Osten auf Steckborn